# Perzijski leopard
Perzijski leopard (znanstveno ime Panthera Pardus Saxicolor) spada med ogrožene živalske vrste.

## Fizični opis
Perzijski leopard lahko tehta čez 70 kg in zraste v višino do 80 cm, ter v dolžino 190 cm. V povprečju živijo do 12 let. Ima rumenkast kožuh z značilnimi črnimi lisami. Kožuh ni tako gost in mehek kot pri nekaterih drugih mačkah. Je zelo podoben ostalim mačkam.

## Razširjenost
Po navadi ga najdemo v tropskih deževnih gozdovih in travnatih pokrajinah.

## Lov
Je plenilec, v glavnem mesojedec. Ptiče in manjše sesalce lovi tako, da z dreves skače nanje. Lovi tudi antilope, jelene, divje prašiče in zajce. Na splošno pri hrani ni izbirčen. Na drevo skrije svoj plen, saj ga tam mrhovinarji ne morejo doseči.
Je tudi človekov zaveznik - lovi pavijane, ki povzročajo škodo na poljih.

## Prilagoditve na okolje
Čeljust in zobje so prilagojeni na (raz)trganje hrane. Ostri in vpotegljivi kremplji, skriti med blazinicami, omogočajo neslišno hojo. Kot pravi lovci, imajo dobro razvit sluh, vid in vonj. So tudi dobri plezalci.